# Mastigoteuthis hjorti
Mastigoteuthis hjorti is een inktvissensoort uit de familie van de Mastigoteuthidae. De wetenschappelijke naam van de soort is voor het eerst geldig gepubliceerd in 1913 door Chun.